# Arnoldichthys spilopterus
Arnoldichthys spilopterus (Boulenger, 1909) è un pesce osseo d'acqua dolce appartenente alla famiglia Alestidae.

## Distribuzione e habitat
Endemico del basso corso dei fiumi Ogun e Niger (Nigeria). 

## Descrizione
Le scaglie sono più grandi nella parte di dorso al di sopra della linea laterale che in quella sotto. Sulla pinna dorsale è presente una macchia nera vistosa. Misura fino a 9,6 cm.

## Riproduzione
Una sola coppia può deporre fino a 1000 uova, che si schiudono in 30-34 ore.

## Alimentazione
Carnivoro, la dieta è basata su anellidi, insetti e crostacei.

## Acquariofilia
Deve essere allevato in una vasca di almeno 100 cm in banchi di minimo 5 esemplari. Sebbene questa specie possa essere riprodotta in acquario la maggioranza degli individui in vendita proviene dalla cattura in natura.

## Stato di conservazione
Questa specie è nota in solo circa 20 località, tutte poste in aree di intensa estrazione del petrolio e quindi a rischio di inquinamento idrico e disboscamento. Anche la cattura per il mercato acquariofilo contribuisce alla rarefazione delle popolazioni in natura. Per questi motivi la IUCN classifica Arnoldichthys spilopterus come vulnerabile.